# Tabarat Madi
Tabarat Madi (arab. تبارة ماضي) – wieś w Syrii, w muhafazie Aleppo. W 2004 roku liczyła 690 mieszkańców.